# Inez Courtney
Inez Courtney (New York City, 12 marzo 1908 – Neptune, 5 aprile 1975) è stata un'attrice statunitense.

## Biografia
Nata da genitori di origine irlandese, si dedicò molto presto al canto e alla danza, debuttando in un musical di Broadway già nel 1919. Le sue esibizioni teatrali furono particolarmente frequenti dal 1926 al 1929, fino a debuttare nel 1930 nel cinema di Hollywood nella commedia Loose Ankles, con Loretta Young e Douglas Fairbanks Jr.. In dieci anni prese parte a 58 film, con ruoli di secondo piano, fino a L'errore del dio Chang (1940), che pose fine alla sua carriera.
Nel 1935 Courtney sposò a Los Angeles il commerciante di vini italiano Luigi Filiasi, del quale rimase vedova. Morì nel 1975 al Jersey Shore Medical Center di Neptune. Fu cremata e le sue ceneri conservate al Meehan Funeral Home di Spring Lake.

## Filmografia parziale
- Loose Ankles, regia di Ted Wilde (1930)
- Sunny, regia di William A. Seiter (1930)
- The Hot Heiress, regia di Clarence G. Badger (1931)
- Big City Blues, regia di Mervyn LeRoy (1932)
- L'uomo che voglio (Hold Your Man), regia di Sam Wood (1933)
- The Captain Hates the Sea, regia di Lewis Milestone (1934)
- Sweepstake Annie, regia di William Nigh (1935)
- Quando si ama (Break of Hearts), regia di Philip Moeller (1935)
- The Raven, regia di Lew Landers (1935)
- Gli amori di Susanna (The Affair of Susan), regia di Kurt Neumann (1935)
- Brilliant Marriage, regia di Phil Rosen (1935)
- Il mio amore eri tu (Suzy), regia di George Fitzmaurice (1936)
- Wedding Present, regia di Richard Wallace (1936)
- The 13th Man, regia di William Nigh (1937)
- Vacanze d'amore (Having Wonderful Time), regia di Alfred Santell (1938)
- Missing Evidence, regia di Phil Rosen (1939)
- Scrivimi fermo posta (The Shop Around the Corner), regia di Ernst Lubitsch (1940)
- L'errore del dio Chang (Turnabout), regia di Hal Roach (1940)

## Fonti
- (EN)  Lynn Kear, James King, Evelyn Brent: The Life and Films of Hollywood's Lady Crook, p. 218
- (EN)  Scott Wilson, Resting Places: The Burial Sites of More Than 14,000 Famous Persons, p. 161